# Telom

Płonne lub zakończone zarodniami widlaste rozgałęzienia pędów rynii to telomy.

Telom – jednostka morfologiczna w budowie roślin. Pojedyncze odgałęzienie sporofitu zawierające wiązkę przewodzącą. Pojęcie zostało stworzone przez niemieckiego morfologa roślin Waltera Zimmermanna w roku 1930 na potrzeby hipotezy telomowej. Według tej hipotezy wszystkie organy roślin powstały z przekształcenia pierwotnych telomów. Spłaszczenie telomów według hipotezy telomowej stały się liśćmi. Od telomu wzięły nazwę rośliny telomowe (Telomophyta).